# 513
513 (DXIII) fue un año común comenzado en martes del calendario juliano, en vigor en aquella fecha.
En el Imperio romano, el año fue nombrado el del consulado de Probo y Clementino, o menos comúnmente, como el 1266 Ab urbe condita, adquiriendo su denominación como 513 al establecerse el anno Domini por el 525.

## Acontecimientos
- Primera edición ilustrada del Rhizotomikon de Crateo.
- San Cesáreo de Arlés funda el primer monasterio femenino en Aliscamps.

## Nacimientos
- Radegunda, reina de Francia.

## Fallecimientos
- Chen Yue, historiador chino.